# Ocean Parkway Jewish Center
L'Ocean Parkway Jewish Center est une synagogue juive orthodoxe située au 550 Ocean Parkway, à Brooklyn, New York.
La synagogue a été construite entre 1924 et 1926. C'est un bâtiment de trois étages  en pierre de style néoclassique, avec un ajout de deux étages. La façade avant comporte trois entrées et les deuxième et troisième étages sont organisés comme une façade de temple. Il a été inscrit au Registre national des lieux historiques en 2009. 
Le président et directeur est Allen Michaels.

## Histoire
La synagogue a été créée à la suite de la fusion en 1924 de la Première Congrégation de Kensington, fondée en 1907, et le Centre juif de West Flatbush. Les deux synagogues, situées à quelques pâtés de maisons l'une de l'autre, étaient devenues trop importantes pour leurs espaces. Elles ont donc acheté sept lots sur Ocean Parkway un mois après avoir uni leurs forces. Le bâtiment a été achevé en 1926, pour un coût total d'environ 450 000 $. À l'époque, il s'appelait The Ocean Parkway Jewish Center de la première congrégation de Kensington Tiphereth Israel.
Le Centre juif Ocean Parkway était auparavant affilié au judaïsme conservateur sous la direction du rabbin Jacob Bosniak pendant près de 30 ans. Ses sermons au cours des années 1940 ont informé les fidèles de la catastrophe de l'Holocauste (réf : Interpréter la vie juive : les sermons et les discours de Jacob Bosniak). La congrégation est actuellement orthodoxe.